# Chiautla de Tapia
La Ciudad de Chiautla de Tapia es una ciudad del estado mexicano de Puebla, localizada en el suroeste del estado de Puebla, es cabecera del municipio de Chiautla.

## Historia
Chiautla de Tapia fue fundada aproximadamente en el año de 1535, el vocablo procede del chiauitl, que significa lodo grasiento o cenagoso y uhtla sinónimo de tla, que denota abundancia, de ahí resulta el término CHIAUTLA con el significado donde abunda el cieno o lodo espeso y hediondo.
En un principio se le llamaba Chiautla de la Sal, pero más tarde un decreto expedido en el año de 1874 por el Supremo Gobierno del Estado, dispuso que se llamara Chiautla de Tapia, para perpetuar la memoria del valeroso Don Mariano Antonio Tapia quien fuera vicario en Tlapa Guerrero y coronel insurgente, de las fuerzas del Siervo de la nación durante la época de la independencia.
Se cree que la fundaron los chichimecas y los nahuas, estos últimos se ubicaron en Ixhuatlán, poco después se instalaron en Nexcuezcómatl, estas dos tribus tuvieron grandes enfrentamientos por la posesión de la tierra, pero a la llegada de los españoles, fueron obligados a fundar el barrio que hoy se conoce con el nombre de San Miguel.
Poco después llegaron los monjes agustinos y fundaron un convento edificando la parroquia de San Agustín, por eso se le conoce también como Chiautla de San Agustín, nombre que en la actualidad sigue usando en su correspondencia eclesiástica. 
En los inicios de la Independencia de México, Chiautla, fue importante bastión de las fuerzas de José María Morelos y Pavón, e incluso fueron sus habitantes los que proveyeron en varias ocasiones de alimentos a los pobladores de Cuautla cuando la población morelense fue sitiada. En varias ocasiones fue escenario de los combates entre insurgentes y realistas.
==
Las principales actividades económicas  son el comercio, la ganadería y la agricultura, ya que estas favorecen al desarrollo económico de la comunidad dando lugar a servicios que cubren con las necesidades de los ciudadanos.

## Ámbito de salud
En el ámbito de la salud, la ciudad cuenta con el Instituto Mexicano del Seguro Social (IMSS), el Instituto de Seguridad y Servicios Sociales de los Trabajadores del Estado. (ISSSTE), el Instituto de Instituto de Seguridad y Servicio Social de los Trabajadores del Estado de Puebla(ISSSTEP), y Centro De Salud Urbano Chiautla De Tapia.

## Servicios
Respecto a servicios, se cuenta con luz eléctrica,  agua potable y drenaje principalmente. En relación con transportes, existen líneas de autobuses que comunican a Chiautla de Tapia con las ciudades de Puebla y México. Además hay tiendas de abastecimiento para la canasta básica, ropa y calzado,ferreterías, tiendas de materiales para construcción y de abarrotes.

## Educación
En el ámbito educativo, los porcentajes por grado de analfabetismo son relativamente bajos, debido a los servicios que ofrece en todos los niveles de educación desde inicial hasta licenciaturas. No se cuenta con guarderías, hay cinco escuelas de preescolar, ocho escuelas primarias, cinco de nivel medio superior y tres escuelas del nivel superior.
Los ciudadanos que habitan en la comunidad celebran costumbres y tradiciones como la feria en honor a la Virgen de Guadalupe,  la celebración del Día de Muertos.

## Colindancias
El municipio de Chiautla geográficamente está dividido en dos áreas: La principal Colinda al norte con el municipio de Huehuetlán el Chico, el estado de Morelos y los municipios de Chietla y Izúcar de Matamoros; al este con los municipios de Izúcar de Matamoros, Tehuitzingo, Axutla y Chila de la Sal; al sur con los municipios de Chila de la Sal, Xicotlán y Cohetzala; al oeste con los municipios de Cohetzala, Jolalpan y Huehuetlán el Chico. La otra parte colinda al norte con los municipios de Jolalpan y Huehuetlán el Chico; al este con los municipios de Huehuetlán el Chico y Cohetzala; al sur con el municipio de Cohetzala; al oeste con los municipios de Cohetzala y Jolalpan.
| Datos generales         |                     |
| Población 2020          | 21,699 habitantes   |
| Superficie              | 804.2 km²           |
| Densidad de población   | 27.0 habitantes/km² |
| Población 2010          | 19,037 habitantes   |
| Superficie              | 806.723 km²         |
| Densidad de población   | 23.6 habitantes/km² |
| Población 2005          | 18,480 habitantes   |
| Ubicación en la entidad | Suroeste            |
| Tipo de urbanización    | No urbano           |

## Personajes Ilustres
- Gilberto Bosques Saldívar

```
DON MARIANO ANTONIO TAPIA  Coronel insurgente
```